# San Teodoro (Oriental Mindoro)
San Teodoro ist eine philippinische Stadtgemeinde in der Provinz Oriental Mindoro. Sie hat 17.904 Einwohner (Zensus 1. August 2015). Die Gemeinde liegt an der Isla-Verde-Straße, diese gilt als ein Hot Spot der Biodiversität der Unterwasserwelt auf den Philippinen und weltweit.

## Baranggays
San Teodoro ist politisch in acht Baranggays unterteilt.
- Bigaan
- Calangatan
- Calsapa
- Ilag
- Lumangbayan
- Tacligan
- Poblacion
- Caagutayan